# Bartolomeo Legat
Bartolomeo Legat (in sloveno Jernej Legat; Naklo, 16 agosto 1807 – Trieste, 12 febbraio 1875) è stato un vescovo cattolico sloveno.

## Biografia

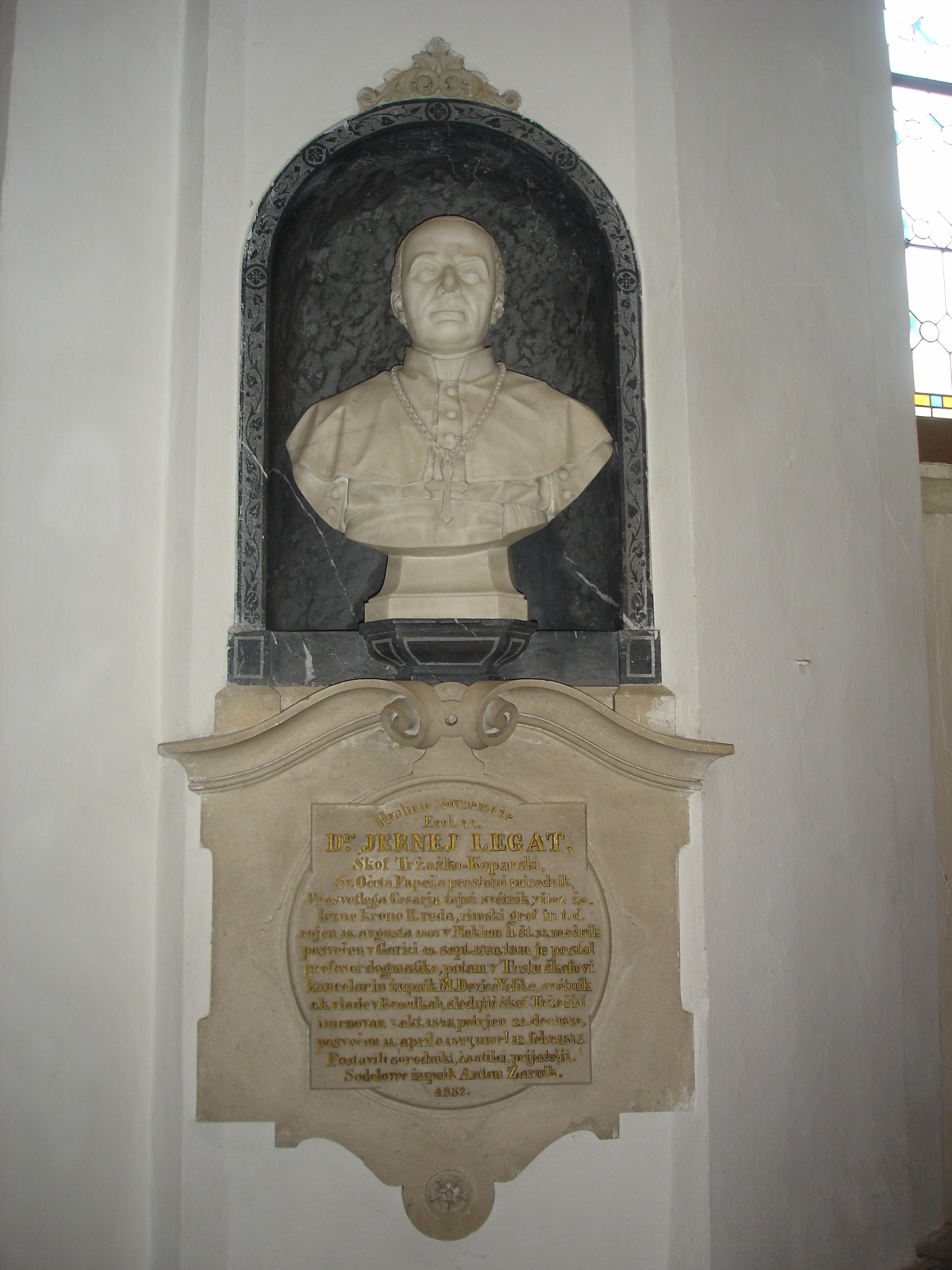
Busto del vescovo Bartolomeo Legat nella Chiesa di San Pietro a Naklo, suo paese natale

Nato il 16 agosto 1807 a Naklo, nella regione dell'Alta Carniola, Legat proveniva da una famiglia ecclesiastica; suo padre, Jožef, era un organista e insegnante, mentre sua madre, Agnes Gogalla, era la cugina dell'arcivescovo di Gorizia Joseph Walland. Dopo aver completato il ginnasio a Lubiana nel 1826, si recò a Vienna per studiare diritto, ma tornò presto per iscriversi al seminario di Gorizia, dove ricevette l'ordinazione sacerdotale il 19 settembre 1830 per mano dello zio, l'arcivescovo Walland. Nel 1833 conseguì il dottorato in teologia presso l'Augustineum di Vienna.
Dopo gli studi divenne cappellano di corte presso l'arcivescovo Walland, a seguito della sua morte, avvenuta nel 1834, passò alle diocesi di Trieste e Capodistria, dove ricoprì vari ruoli, tra cui notaio e cancelliere. In seguito divenne parroco della chiesa di Santa Maria Maggiore a Trieste e nel gennaio 1844 fu nominato consigliere governativo a Venezia.
Il 7 ottobre 1846 l'imperatore Ferdinando I lo nominò vescovo di Trieste e Capodistria; la sua nomina fu confermata da papa Pio IX il 21 dicembre dello stesso anno. La consacrazione avvenne l'11 aprile 1847, nella cattedrale dei Santi Ilario e Taziano di Gorizia, per mano di Francesco Saverio Luschin, arcivescovo metropolita di Leopoli, con consacratori Antonio Peteani, vescovo di Parenzo e Pola, e Jacopo De Foretti, vescovo di Chioggia Legat assunse la guida di due diocesi che comprendevano Trieste, il Carso, Birchinia, l'Istria slovena e metà dell'Istria croata. Durante il suo episcopato si distinse per l'aumento delle parrocchie, fondando 11 nuove parrocchie e 4 cappellanie locali. Inoltre contribuì alla costruzione o ristrutturazione di 12 chiese, dimostrando un forte impegno per nella cura e nella crescita delle strutture ecclesiastiche.
Nel 1848, insieme ad altri vescovi della provincia ecclesiastica di Litorale-Carniola, Legat presentò una petizione al Parlamento di Vienna, sollevando questioni riguardanti i rapporti tra la Chiesa cattolica e lo Stato, nonché la rappresentanza ecclesiastica nel parlamento. Nel 1849 aprì un seminario per la formazione dei sacerdoti e si impegnò affinché i sacerdoti predicassero in sloveno. La sua partecipazione al Concilio Vaticano I lo vide schierato con la minoranza conciliare, antiinfallibilista. La sua apertura verso le diverse nazionalità presenti nella sua diocesi (sloveni, croati, italiani e tedeschi) lo rese un vescovo benvoluto e rispettato, noto per la sua generosità verso i poveri e il suo spirito ecumenico.
Morì il 12 febbraio 1875 a causa di un ictus e, come da sue volontà, fu sepolto nella chiesa conventuale di Sant'Apollinare Martire dei frati cappuccini di Montuzza, a Trieste, dove gli fu eretto un busto commemorativo.
La figura di Bartolomeo Legat è ricordata per il suo impegno a favore dell'unità e della coesione nella diocesi di Trieste. La sua azione ha lasciato un'impronta duratura nella comunità ecclesiale e culturale, contribuendo alla costruzione di ponti tra le diverse nazionalità e culture che abitavano la regione.

## Genealogia episcopale
La genealogia episcopale è:
- Cardinale Scipione Rebiba
- Cardinale Giulio Antonio Santori
- Cardinale Girolamo Bernerio, O.P.
- Arcivescovo Galeazzo Sanvitale
- Cardinale Ludovico Ludovisi
- Cardinale Luigi Caetani
- Cardinale Ulderico Carpegna
- Cardinale Paluzzo Paluzzi Altieri degli Albertoni
- Cardinale Flavio Chigi
- Papa Clemente XII
- Cardinale Giovanni Antonio Guadagni, O.C.D.
- Cardinale Cristoforo Migazzi
- Arcivescovo Michael Léopold Brigido
- Arcivescovo Sigismund Anton von Hohenwart, S.I.
- Arcivescovo Augustin Johann Joseph Gruber
- Arcivescovo Francesco Saverio Luschin
- Vescovo Bartolomeo Legat